# Aciculites tulearensis
Aciculites tulearensis är en svampdjursart som beskrevs av Jean Vacelet och Vasseur 1965. Aciculites tulearensis ingår i släktet Aciculites och familjen Scleritodermidae. Inga underarter finns listade i Catalogue of Life.